# Ebru Tunalı
Ebru Tunalı (1 de febrer de 1993) és una esportista turca que competeix en bàdminton. Va ser campiona, juntament amb Cemre Fere, a la categoria dobles femení al torneig Africa International en Sud-àfrica el 2014. També va rebre dues medallas de bronze al Torneig Internacional de Bàdminton de Romania 2015 com a single i a la categoria dobles femení. Va guanyar altra medalla de bronze en el torneig internacional de bàdminton a Ankara, organitzat el 18-21 de desembre de 2014 i on van participar esportistes de 30 països.